# Szokkuram
A Szokkuram (hangul:석굴암; handzsa:石窟庵; romanizáció: Seokguram) grottó vagy sziklabarlang egy - a Pulguksza (Bulguksa) templomegyütteshez tartozó - buddhista szentély és Buddhaszobor Dél-Koreában. Kjongdzsu (Gyeongju) városa mellett, a Thoham (Toham)-hegyen (토함산) található. Dél-Korea nemzeti kincsei közül a 24. számú. 1995-ben a UNESCO világörökségek listájára is felkerült, a Pulguksza (Bulguksa) templomegyüttessel együtt. A grottó és a benne lévő gránit buddhaszobor a Keleti-tengerre néz, 750 méterrel a tengerszint felett. A buddhista szobrászat egyik legkifinomultabb példája.

## A szentély és a szobor

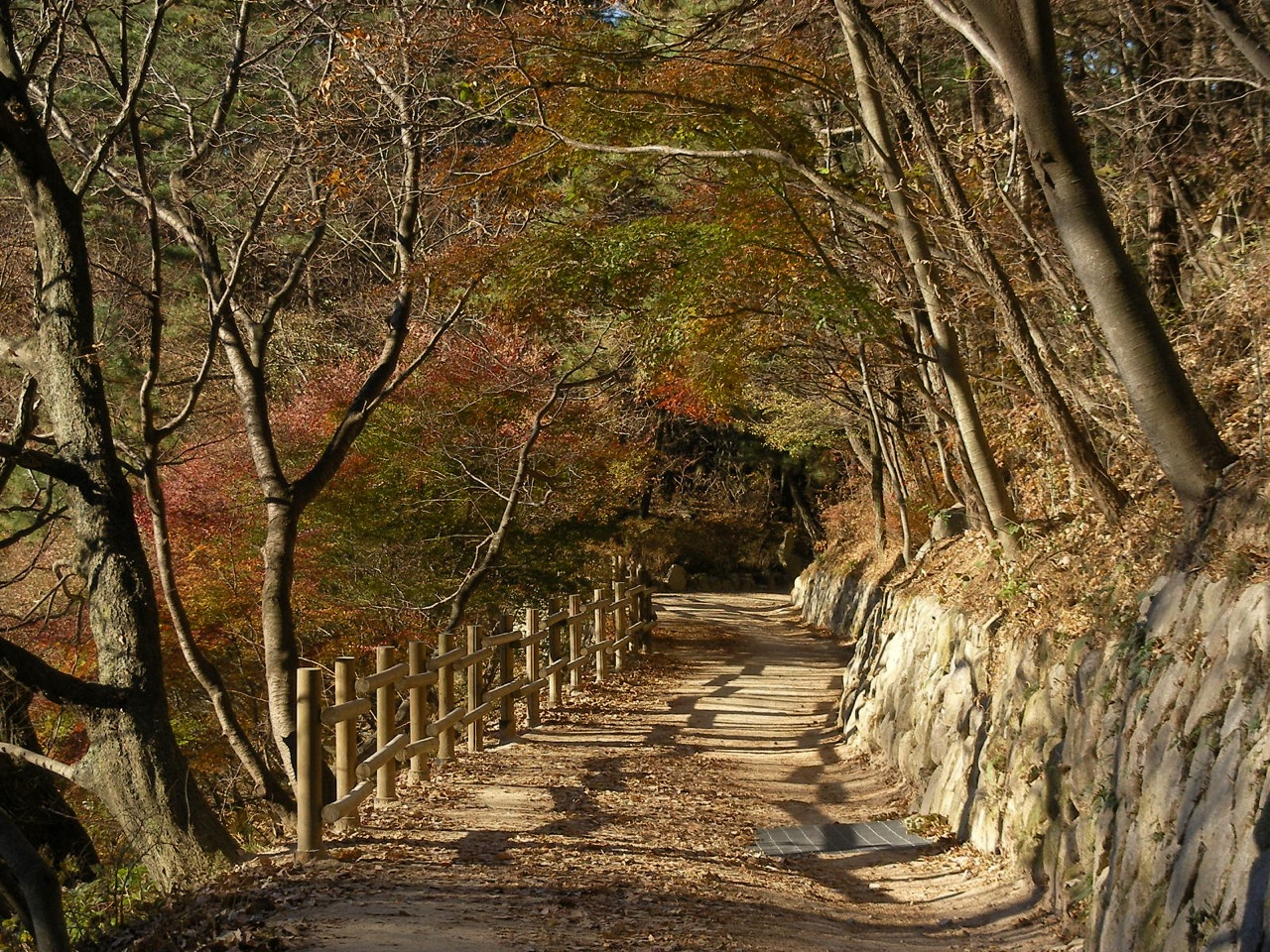
A Szokkuram szentélyhez vezető hegyi út

A Szokkuram (Seokguram) grottó Korea egyik leghíresebb és legcsodálatosabb buddhista emlékműve. A sziklatemplom Pulguksza templomegyüttestől körülbelül 4 km-re található. Régen valószínűleg ezen a 4 kilométeren kisebb zarándoklatok zajlottak, fel a hegyoldalba a buddhaszoborhoz.
A mesterséges sziklatemplomban egy gránitból kifaragott hatalmas ülő buddhaszobor található. A szentély és a benne helyet foglaló történeti Buddha a Keleti-tengerre néz, a hajnal első sugarai pont megvilágítják a fenséges szobrot. (Manapság már nem járható körbe, a körfolyosó előtt egy üveglap van, és csak benézni lehet.) A kőbe, sziklafalakba és barlangokba vésett buddhaszobrok tradíciója Indiából ered. Indiából ez átkerült Kínába, és aztán Koreába is eljutott. Itt azonban a kemény gránitba sokkal nehezebb és körülményesebb volt ilyen domborműveket, szobrokat faragni, ezért nem készült sok. Indiában és Kínában főleg homokkőbe, és mészkőbe vésett alkotások fordulnak elő. A Szokkuram egy egyedi alkotás, maga a barlangüreg is mesterséges faragvány. A barlang előtti kis építményt, előcsarnokot utólag építették hozzá, hogy védjék az időjárás viszontagságaitól. A szobor körbejárható és a kb. 6,6 méter átmérőjű rotunda sziklakupolával fedett. A kupola több száz különböző méretű gránitkőből áll össze, kő szegecsek tartják össze. Az építészek figyelembe vették az aranymetszés szabályait és a szellőzés szükségességét is.
A szobor és a templom a Nirvánába vezető spirituális utazást szimbolizálja, az előcsarnok és a folyosó a földet, a rotunda pedig a mennyországot jelképezi. A fő buddhaszobor egyébként Bhumisparsha Mudrā kéztartással rendelkezik. (Bhumisparsha mudrá – ez a kéztartás a földet hívja tanúul, hogy jelen legyen a megvilágosodásnál, az ülő figura jobb keze megérinti a földet, tenyérrel lefelé.)
A folyosón a Négy Égtáj Őrzői vannak ábrázolva és két vadzsrapáni őrzi a bejáratot. A rotundán belül 12 bódhiszattva, 10 arhát és két védikus hindu istenség, Brahma és Indra is helyet foglal egy-egy kis fülkében, és a panelokon/táblákon, amik körbefutnak a körfolyosó oldalán (közvetlenül a nagy buddhaszobor mögött nincs ábrázolás).
Az alkotást Kim Deszong (Kim Daeseong)nak (김대성ó) tulajdonítják, aki egy Silla kori miniszter volt. Eredetileg Seokbulsa (석불사, Seokbulsa) (Kő Buddha Templom) volt a hely neve. Az építkezés vagy 742-ben kezdődött, amikor Kim Deszong (Kim Daeseong) lemondott posztjáról a királyi udvarban, vagy 751-ben, Kjongdok (Gyeongdeok) király (경덕왕) uralkodásának 10. évében. Ez az időszak az egyesült Silla királyság fénykora. A grottó 774-ben készült el, nem sokkal Kim halála után. Egy régi legenda szerint Kim újjászületett gyermeki cselekedetei miatt, és akkori (előző életében lévő) szülei tiszteletére alkotta meg ezt a remekművet. 1962-ben a 24. számú nemzeti kincsnek nyilvánították.

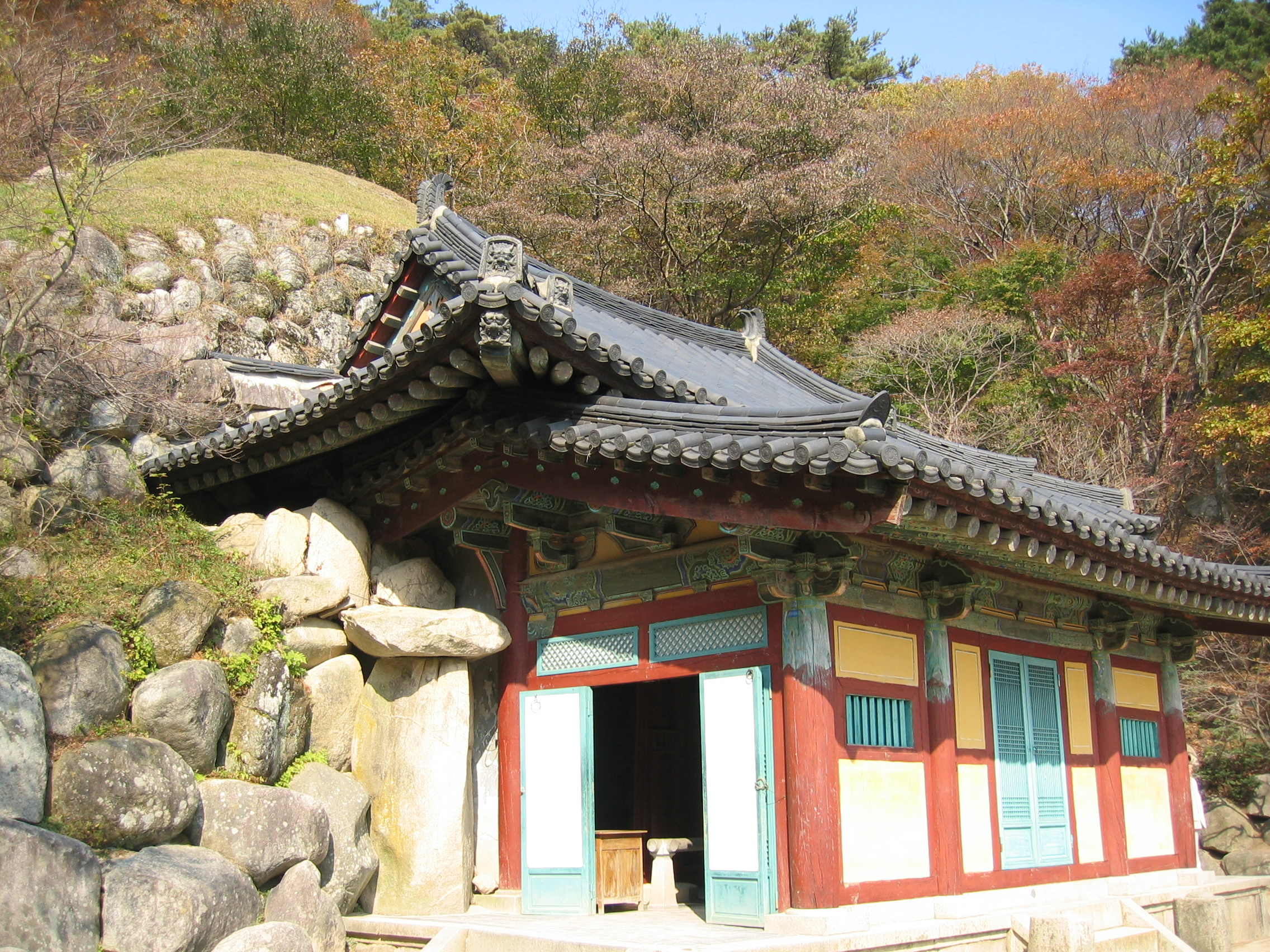
A szentély bejárata

A Csoszon (Joseon) korszakban a konfuciánus vezetés igyekezett elnyomás alatt tartani a buddhista tanokat, a sziklatemplomot évszázadokon át elhanyagolták. Az 1700-as évek elején zajlottak az első kísérletek a restaurálásra, nem túl sikeresen. A XX. század fordulójára a szentély súlyos állapotba került. Hiába rendelte el a háromszor is a japán uralom alatt lévő helyi kormányzóság a helyreállítást, pénzügyi és egyéb problémák merültek fel, a legsúlyosabb gond a nedvesség/páratartalom volt. 1913 és 1915 között zajlott az első valódi restauráció, amit Japán rendelt el. Sajnos ekkor nem tanulmányozták át túlságosan az építményt és szerkezetét, több komolya hibát is vétettek. A szobor teljes szétszedése és újra összerakása után beton alapzatra helyezték, így a lecsapódott pára nem tudott elfolyni, leszivárogni a talajba és a domborművek súlyosan megsérültek. 1917-ben ezt kijavították, hogy a szobor „újra lélegezhessen”. 1927-ben a felgyülemlett penészt és mohát forró gőzzel távolították el, ami már nem számít egy túl kifinomult megoldásnak. A 60-as években Pak Csong Hi ( Park Chung Hee) rendelt el egy újabb, átfogó restaurációt, ekkor épült a szobor elé a kis „előszoba”, ahol ma a turisták áthaladnak.

## Kutatások
A Szokkuram (Seokguram)ot rengetegen vizsgálták, és tanulmányozták az évek során, különböző szempontok szerint, a 70-es évek környékén nagy érdeklődést ébresztett tudósokban és művészekben egyaránt. Kang Ubang (Kang Woo-bang) 2005-ben kiadott egy könyvet Korean Buddhist Sculpture – Art and Truth címmel. A könyv és a szerző az összes eddigi tanulmányt a szentélyről átfogóan ismerteti, és egyenértékűként kezeli a különböző szempontokat – legyen az építészeti, matematikai, geometriai, fizikai, csillagászati, vallási, vagy művészeti jellegű. A történészek a központi Buddhára, a devák, bódhiszattvák, és a tanítványok („Ten Great Disciples”) stílusára és ikonográfiájára figyelnek, az ősi építészettel foglalkozók csak az épület szerkezetére koncentrálnak. A tudósok az építéskor használt tudományos alapelvekre helyezik a hangsúlyt, a teológusok pedig a szobrok ikonográfiájával foglalkoznak, azt is a buddhizmuson belül vizsgálva. Ezt a sok megközelítést, nehéz együtt tárgyalni, de Kang Woo Bang szerint a matematikai alapelvek adják a kulcsot az építmény különböző részeinek organikus kapcsolatához. Tőle van a következő idézet:
„Amikor először felfedeztem, hogy a Szokkuram (Seokguram) buddha ikonográfiája, méretei és elhelyezkedése szinte megegyezik a Mahabodhi templomban – Bodh Gaja, India, ahol a történeti Buddha megvilágosodott – lévő Sákjamuni Buddha ábrázolásával, nem tudtam aludni. Rekonstruáltam az alaprajzokat, és áttanulmányoztam a geometriai alapelveket, és arányokat, amiket a Sokkuram építésekor használtak, és rájöttem, hogy az arányok a „függő keletkezés” doktrínáját akarják kifejezni, ami a buddhizmus egyik alap filozófiája.”[forrás?]
Ezután Pitagoraszt idézi (Pitagorasz úgy vélte, hogy a jelenségek alapjában mindenhol aritmetikai, illetve geometriai törvényszerűségek állnak, és a való világ jelenségei csak ezek többé-kevésbé tökéletlen kifejeződései: minden mulandó, csak a számok örökkévalóak. Azt tartotta, hogy a világon minden viszony kifejezhető természetes számok arányaival, illetve összegzésével.), majd ismerteti Mijodzsi Joneda munkásságát a Szokkuram (Seokguram)mal kapcsolatban. Joneda Mijodzsi egy japán építészeti történész, aki élete nagy részében a Szokkuram (Seokguram), és más egyéb kőpagodák, templomok alaprajzait tanulmányozta, ez alapján a buddhizmus (vagy egyéb hitrendszer) vallásos harmóniája és az épületek matematikai, geometriai, arányi harmóniái között kereste a kapcsolatot. 1940-ben kiadta a Szokkuram (Seokguram) építési alaprajzait. Munkája során Joneda Mijodzsi a következőket állapította meg:
- Az alap mértékegység 12 Tang láb (唐尺 – Kínából eredő mértékegység, egy Tang láb 29,63 cm ) - a rotunda sugara ekkora, és ilyen széles a bejárat a rotundához is, valamint a falon körbefutó fülkéktől a padlóig lefelé, ill. a kupola tetejéig is 12 Tang láb. A talapzaton álló fő kompozíció méreteit és elhelyezkedését egy szabályos háromszög határozza meg, aminek mindegyik oldala 12 Tang láb
- A négyzet és az átlója fontos szerepet kap
- szabályos háromszög is használva van
- A kör az egyik legfontosabb összetevő, kerülete, sugara, átmérője is, Mijodzsi Joneda szerint ezek a mezopotámiai csillagászati matematikában is a legalapvetőbb elemek.
- A gömb is megjelenik – a kupola egy félgömb, ahol a Pi használata is figyelemre méltó
- Hat és nyolcszög használata
- Egyenlő hosszúságokra szabdalás használata Yoneda ezeket az alapelveket, technikákat a Pulguksza (Bulguksa) alaprajzain is kimutatta, mindkét építmény precíz tervezés és megvalósítás eredménye.

A fő Buddha teljes magassága 11.53 Tang láb. Ezt lekerekítve, 11-et kapunk, és ezt osztva tízzel, az alapegység 1.1 Tang láb lehetett. A Buddha helyzete és méretei is tökéletesen arányosak, ezzel az 1.1 Tanggal vizsgálva:
- Az arc szélessége: 2.2,
- A mellkas szélessége: 4.4,
- A vállak szélessége: 6.6, és a
- Távolság a térdek között: 8.8 Tang láb

Ezek az eredmények azt jelenthetik, hogy a matematika körülbelül ilyen szinten állt az Egyesült Silla Királyság (668-935) korában.
Mivel a templom a „Tiszta Földet” ábrázolja, ahol Buddha lakozik, az emlékmű egésze az emberi lények által látott világot, a kozmoszt jelképezi. Az alapelem, a rotundába írható kör 360 fok – ez az év napjait jelöli; sugara 12 Tang láb – a hónapok; átmérője 24 Tang, a nap órái. Az esztétikai és vallási élmény, amit ezek a tulajdonságok adnak tehát a csillagászati matematikának és geometriának köszönhető – írja Kang Ubang.

## Ikonográfia
A körfolyosón 37 buddhaábrázolás van a falon, ők jelképezik a Buddha hallgatóközönségét. A szereplők egyenlően, szimmetrikusan vannak elrendezve a teremben, a Tathágata Buddha körül. Eredetileg 39 figura volt, de két fülkéből elveszett két bódhiszattva. Így a Sákjamuni Buddhával együtt 40 szereplő volt. Indiában és Kínában is vannak hasonló emlékművek, de csak itt vannak szisztematikusan, hierarchikus rendben elrendezve az alakok. Az ábrázolásokat nehéz letisztázni, minden tudós más véleményen van egy-egy figura „kilétéről”.

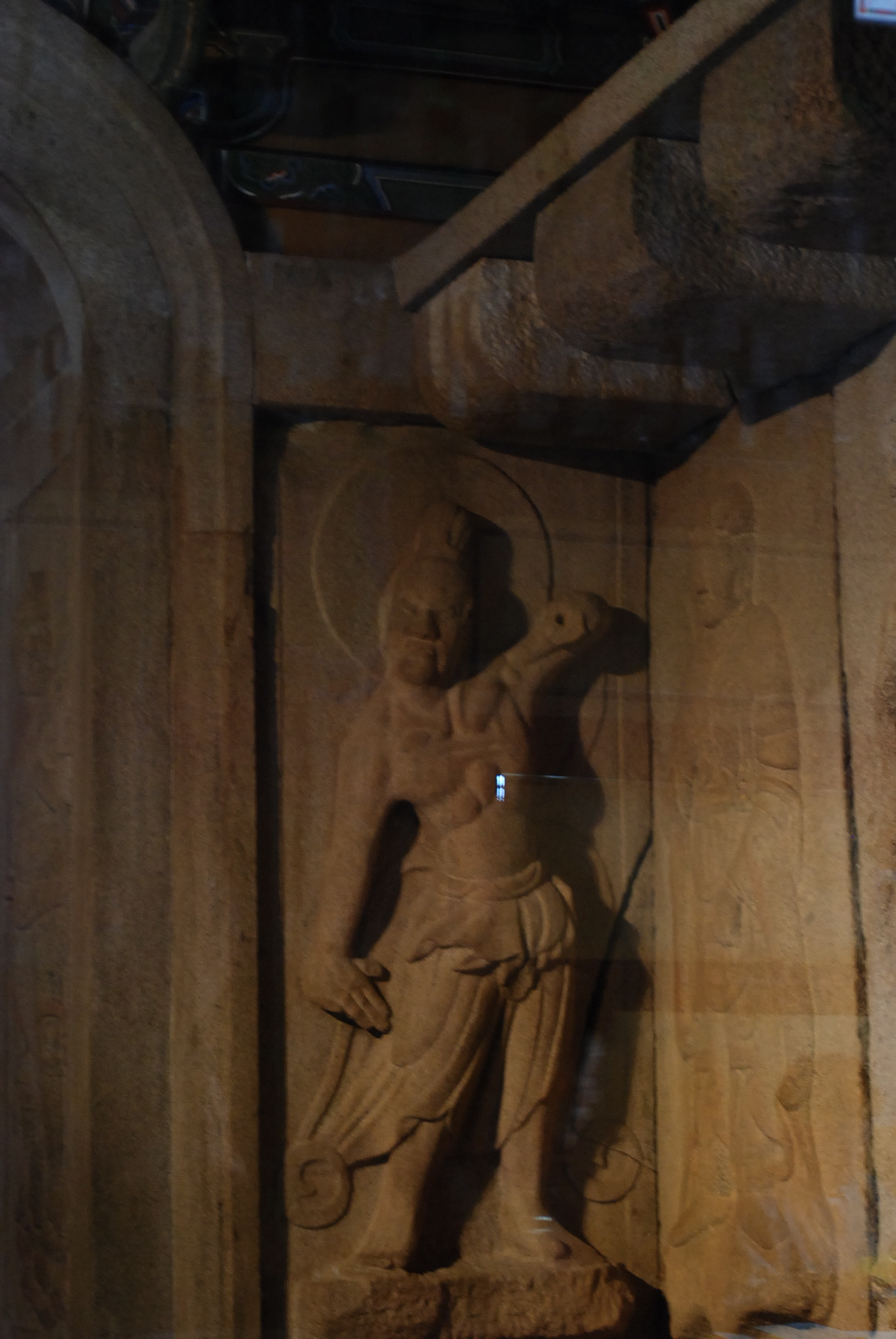
Az egyik „kapuőr” Vadzsrapáni

### Karakterek

#### Dévák
- Vadzsrapáni ábrázolások – kettő, a rotunda bejáratánál
- Az Égtájak Őrzői – a folyosón egymással szemben kettő-kettő

(Vaisravana, Dhartarastra, Virudhaka, Virupaksa)
- Nyolc Tanvédő – az előcsarnokban foglalnak helyet

(Déva, Dragon, Jaksa, Gandharva, Mahoraga, Kinnara, Garuda, Aszúra)
- Brahma és Indra

#### Bódhiszattvák
- Ketten, a két hindu istenség mellett (Szamantabhadra, Mandzsusri)

#### A Tíz Nagy Tanítvány
- Arhátok – körbe a panelokon, felettük a fülkék.

#### Bódhiszattvák ábrázolásai a fülkékben
- Nyolc, kettő elveszett (10 lenne).

#### A „Tizenegy-arcú” Avalokitésvara
(Kang Ubang könyvének rajzai alapján)

## Történeti előzmények

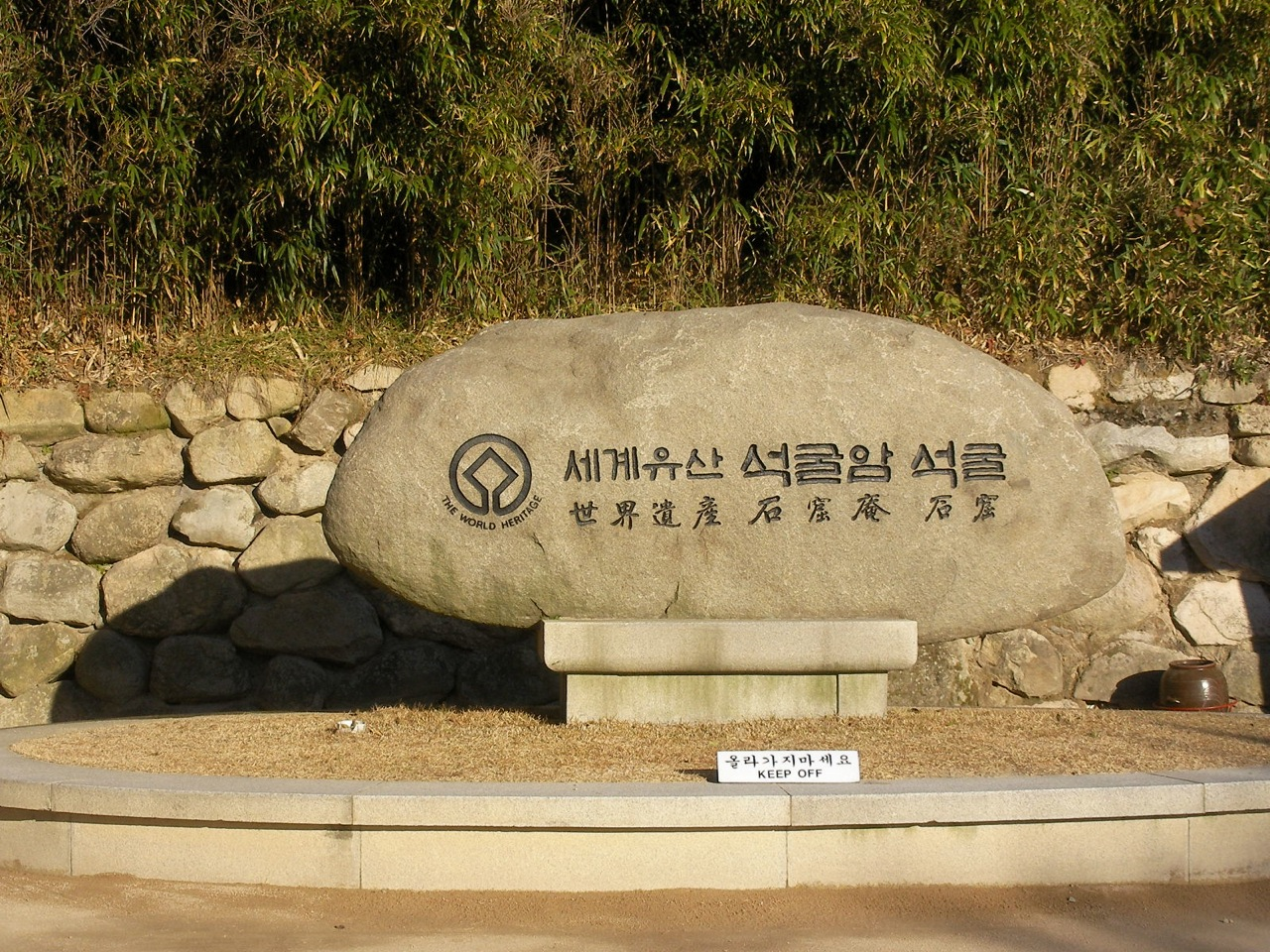
Az UNESCO világörökséget jelölő kőtábla

A három királyság korszakában a buddhizmus Sillát érte el legutoljára, az ötödik században. Az arisztokrácia erős ellenállást tanúsított a köznép támogatásának örvendő új eszmerendszerrel szemben, azonban 527-ben, Pophung (Beopheung) király, Icshadon (Ichadon) és legendája segítségével a buddhizmus államvallássá vált.
A Silla kori buddhizmus jelentős kulturális és művészeti értékek felelőse sok téren, megemlíthetjük itt a szobrászatot, festészetet, építészetet és az irodalmat. A korszak alatt sok kimagaslóan szép és nagy buddhista templom épült – a mai napig leghíresebb Pulgukszával (Bulguksával), és a hozzá tartozó Szokkuram (Seokguram) sziklatemplommal az élen.